# Nicolas Sinebrychoff

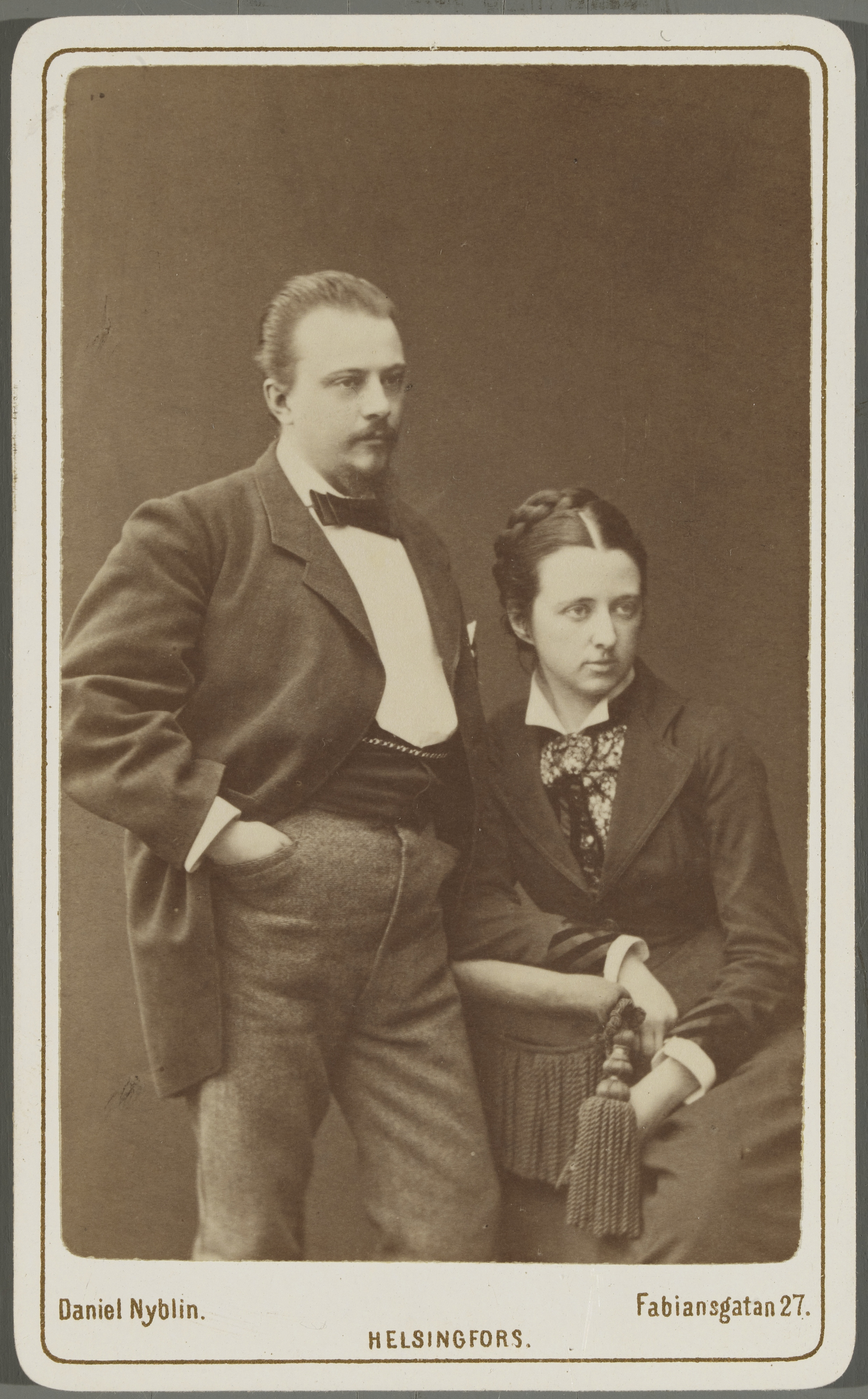
Nicolas och Anna Sinebrychoff år 1879. (Fotografi av Daniel Nyblin.)

Nicolas Sinebrychoff, född 17 juli 1856 i Helsingfors, död 21 juli 1896 i Esbo, var en finländsk industriidkare. Han var far till författaren Olly Donner.
Sinebrychoff var son till Sinebrychoffbryggeriets förmögna ägare Paul Sinebrychoff och Anna Tichanoff. Efter studieresor i Europa och en läroperiod i Lübeck återvände han 1875 till Finland och efterträdde 1878 sin far, som stigit åt sidan på grund av sviktande hälsa. År 1883 dog fadern, vars egendom genom testamente kom att tillfalla modern, som länge var styrelseordförande för familjeföretaget. Sinebrychoff ledde företaget till 1888, samma år som det ombildades till aktiebolag. Bryggeriets verksamhet expanderade betydligt under hans tid, men han hade också stort intresse för båtbyggnad, som fadern hade inlett, samt även för jakt, segling och idrott. Han blev 1885 kommodor för Nyländska Jaktklubben och donerade den värdefulla Sinebrychoffpokalen till klubben som vandringspris. Han tilldelades kommerseråds titel 1891.
Sinebrychoff var även bland annat  mån om väbefinnandet för bryggeriets anställda: 1884 invigdes bryggeriets sjukhus och två år senare öppnades en begravnings- sjuk- och pensionskassa för bryggeriets anställda. År 1887 uppförde han för sin familj en av arkitekten Karl August Wrede ritad villa på Björnholm i Esbo, som numera ägs av Esbo stad. Sinebrychoff ingick 1878 äktenskap med hovfröken Anna Nordenstam, dotter till general Johan Mauritz Nordenstam.